# Elecciones presidenciales del Líbano de agosto de 1982
Las Elecciones presidenciales del Líbano se realizaron el 23 de agosto de 1982 en el Parlamento Libanés, que resultó en la elección (indirecta) como presidente del líder de la milicia (y después partido político) cristiano Fuerzas Libanesas, Bashir Gemayel.
Por ley, el presidente del Líbano siempre tiene que ser un cristiano maronita. Bajo el Artículo 49 de la Constitución Libanesa, una mayoría cualificada de dos tercios (de los que en aquella época eran 99 miembros) del Parlamento es requerida para elegir al presidente en la primera ronda, y en la segunda, debe haber una mayoría absoluta.

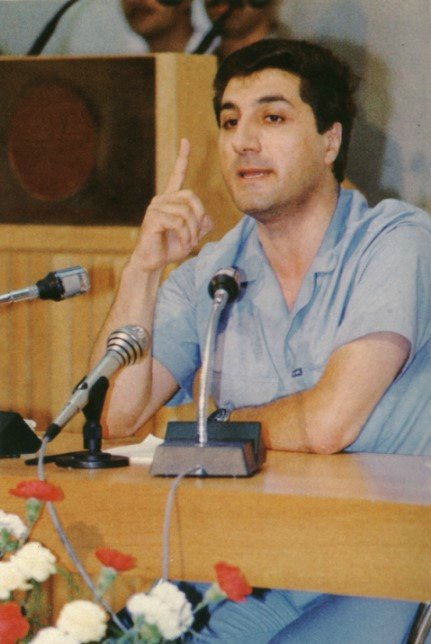
Bashir Gemayel dando un discurso.

En medio de la violenta guerra civil libanesa, la presencia del ejército sirio en el Valle de la Becá y el Norte del Líbano, además de la presencia de Israel en el Sur del Líbano, el saliente presidente Elias Sarkis no había logrado hacer nada frente a la situación. Con un fuerte apoyo, Gemayel pudo obtener el respaldo de Arabia Saudita (y de la Liga Árabe) para su elección a la presidencia. Con un boicot a los parlamentarios prosirios, Gemayel fue elegido séptimo presidente del Líbano.

## Resultado
Ya que la guerra civil resultó en una partición de facto del país, añadido a las diversas milicias que controlaban diferentes territorios, no hubo ninguna elección presidencial desde 1976. Por el conflicto, solo quedaban vivos 92 de los 99 miembros del parlamento. Después de que el quorum de dos tercios fue alcanzado (62 de los 92 parlamentarios llegaron) Gemayel fue elegido por mayoría. La elección fue anunciada por el presidente del parlamento, Kamel Assaad, quien además tuvo un importante rol en la elección de Gemayel.

## Asistentes
62 de los 92 parlamentarios asistieron.
- 5 Musulmanes suníes.
- 12 Musulmanes chiíes.
- 6 Ortodoxos Griegos.
- 5 Católicos Griegos.
- 27 Católicos Maronitas. (incluido el hermano de Bashir, Amin, su padre, Pierre, y el expresidente Camille Chamoun)
- 2 Drusos.
- 4 Ortodoxos Armenios.
- 1 Cristiano evangélico.
- Tras la muerte de Joseph Chader, no asistió ningún Católico Armenio.

## Cronología
23 de agosto: Bashir Gemayel es elegido como presidente del Líbano.
25 de agosto: La Fuerza Multinacional en el Líbano se despliega, con tropas principalmente estadounidenses, francesas e italianas.
30 de agosto: Yasir Arafat, líder de la OLP y enemigo del partido de Gemayel, deja Beirut para ir a Atenas.
1 de septiembre: Reuniones entre Bashir Gemayel y Elias Sarkis con el Secretario de Defensa de los Estados Unidos, Caspar Weinberger.
2 de septiembre: La calle en la Plaza Sodeco fue abierta de nuevo, lo que era considerado una línea de separación entre el Beirut Oriental cristiano y el Occidental musulmán.
4 de septiembre: El Ejército del Líbano se reorganiza y entra a Beirut por primera vez desde 1973.
9 de septiembre: El Ejército del Líbano entra al campo de refugiados palestinos de Burj El Barajneh. Bashir da su último discurso público, el cual es emitido por televisión.
10 de septiembre: Bashir Gemayel se reúne con el primer ministro Saeb Salam.
11 de septiembre: La economía de Beirut reanuda sus actividades.
13 de septiembre: El Puerto de Beirut reanuda sus actividades.
14 de septiembre: Bashir Gemayel es asesinado con una explosión en los cuarteles de su partido, en Achrafieh. 
Durante estos 21 días, a los miembros de las Fuerzas Libanesas se les prohibió usar sus uniformes y armas. El Ejército del Líbano era el único que estaba armado. El 14 de septiembre de 1982, Bashir Gemayel es asesinado en una explosión dentro de sus cuarteles que mató a alrededor de treinta personas incluido Gemayel, el responsable fue Habib Shartouni, un maronita miembro del PSNS bajo las órdenes de Siria. De haber tomado el puesto, habría sido el presidente más joven de la historia del Líbano.